# Melancholie

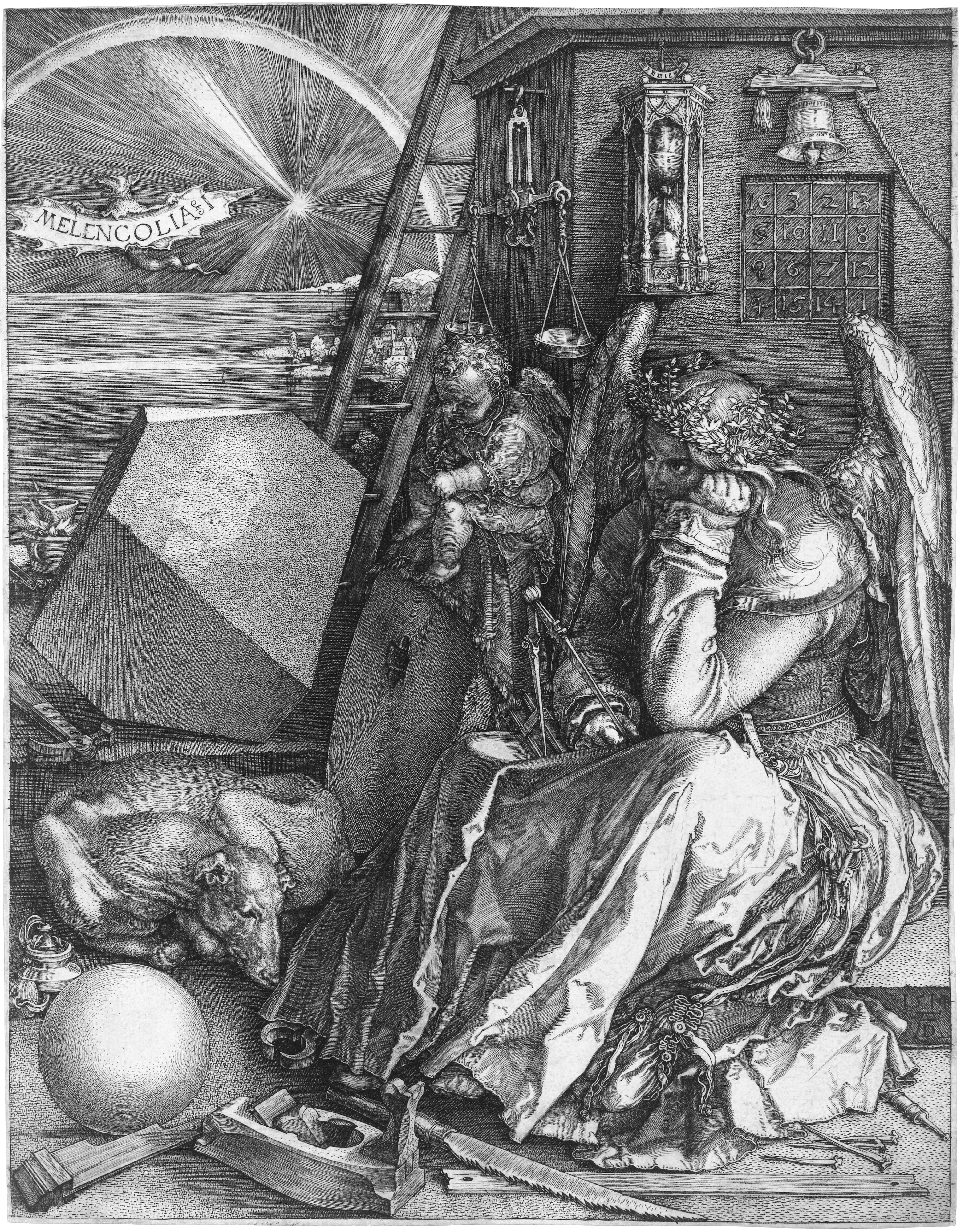
De beroemde gravure Melencolia I van Albrecht Dürer

Melancholie, zwartgalligheid  of weemoed is een gemoedstoestand die neigt naar depressie en zich kenmerkt door een verdrietige kijk op het verleden of een onvervuld verlangen. De naam is afkomstig van het Griekse μέλας (melas: zwart) en χολή (cholè: gal). Een ongebruikelijke Franse benaming is atrabilaire van het Latijnse atra bilis, wat hetzelfde betekent.  Zwarte gal is een van de vier lichaamssappen, humores, volgens de leer van Claudius Galenus. Deze sappen zijn slijm, bloed, zwarte gal en gele gal. 

## Historie

### Overzicht
Melancholie wordt weleens geassocieerd met de Blues, Fado, Tango en sevdah, het droevige levenslied, de cafard van een eenzame dronkenlap op een terras, de tranen van Eline Vere, een dromerige blik op een midzomerzonsondergang, de mijmeringen van Wim Sonneveld in Het dorp — kortom romantische sentimenten.
Toch is de term binnen de geschiedenis veel dubbelzinniger. Melancholie heeft sinds de antieke tijd een hele tocht afgelegd. In de loop der tijd heeft melancholie verschillende benamingen gekregen, waaronder spleen, ennui, saudade, walging, zwaarmoedigheid, Weltschmerz, toska, duende, Fernweh, Mal du Siècle.
Het is enerzijds de tol die we betalen doordat we (te) veel weten (over onszelf) of net weten dat we aan de grenzen van ons kunnen en kennen zijn aangekomen. Anderzijds is een melancholicus vaak pessimisme, gemis aan moed en ethische lafheid verweten.
De geschiedenis van de melancholie wordt door bepaalde critici (o.a. Erwin Panofsky) opgedeeld in een antieke, middeleeuwse en modernistische periode.

### Antieke periode
De melancholie kent haar oorsprong in de antieke leer van de humores van de Griekse arts Hippocrates van Kos. Hij verklaarde melancholie als een teveel aan zwarte, verbrande gal in het bloed (μέλας, melas, "zwart", + χολή, cholè, "gal"). Galenus (2e eeuw n.Chr.) volgde Hippocrates daarin en verbond het karakter van de melancholieke mens met het element aarde, de herfst, de late volwassenheid, de namiddag van het leven en de middeleeuwse invulling van de sterrenbeelden Weegschaal, Schorpioen en Boogschutter.
De melancholie werd lange tijd negatief beschreven. Alleen Fragment XXX,1 toegeschreven aan Aristoteles, beschrijft melancholie gematigd positief. Het fragment ziet melancholie als verklaring voor de goddelijke waanzin van genieën en vooraanstaande staatslieden, dichters en kunstenaars. Elk uitzonderlijk iemand heeft een bodem van onverschilligheid in zich.

### Middeleeuwse periode
In de middeleeuwse ‘acedia’ (van het Griekse ακηδία, ‘a-kédia’, a-zorg of anti-betrokkenheid), een monnikenaandoening, komt de verveling naar voren. Melancholie begint met een vlucht vanuit afkeer voor de wereld, en eindigt in dagdromerij, gemis aan transcendentie, moraliseren, zwakte van de geest.
Acedia is een vaak terugkerend thema in de theologische literatuur, bijvoorbeeld bij Thomas van Aquino’s Summa Theologiae (bijvoorbeeld Vraag 35). Melancholie in deze betekenis was tegelijk een van de zeven hoofdzonden, als gevolg van de hoogmoed, en een vreemde geestesziekte, waarbij de zieke zich verdoemd en veroordeeld voelde tot eeuwige hellepijn, met mogelijk zelfmoord tot gevolg. De depressie van de schilder Hugo van der Goes in het Rooklooster zou hiermee te maken hebben gehad.

### Vroegmoderne periode
In de Renaissance won door de geschriften van Marsilio Ficino en Cornelius Agrippa de idee aan populariteit dat de melancholici onder invloed van de planeet Saturnus stonden. Genieën zijn kwetsbaarder om in het moeras van de melancholie te verdrinken. Tegelijk is melancholie een voorwaarde voor de artistieke en andere creatie. Het idee ontstaat dat melancholie eigen is aan bepaalde aspecten van de beschaving op zichzelf.
In het protestantisme van de zestiende eeuw krijgt de melancholie een andere betekenis. Ze gold niet langer als een te vermijden zonde maar als een verzoeking van de duivel. Naar het voorbeeld van Luther, die af en toe last had van zwaarmoedigheid, was af en toe twijfelen aan het geloof een teken dat men vast geloofde, en anderzijds moest de twijfel bestreden worden met gebeden en muziek. Luther en zijn volgelingen van de protestante orthodoxie van de 16e eeuw hebben in talrijke troostgeschriften de melancholie besproken. In de geschriften van de contrareformatie werd melancholie dan ook als een typische protestantse ziekte beschouwd.
Met de ontdekking van de bloedsomloop in 1628 door de Engelse onderzoeker William Harvey bleek de theorie dat melancholie in het bloed ontstond niet meer te kloppen en werd de oorsprong en behandeling van melancholie langzamerhand een zaak van de psychologie.
Tijdens de vroege zeventiende eeuw ontstond een merkwaardige culturele en literaire cult rond melancholie in Engeland. Bepaalde religieuze onzekerheden ontstaan door de Engelse reformatie en een toenemende aandacht voor zonde, verdoeming en redding, leidde naar dit effect.
Melancholie in de beeldende kunst is vaak de projectie van de innerlijke gevoelswereld op landschapstaferelen, in een kamer, in een allegorische of een symbolische ruimte. In de muziek wordt de post-Elisabethaanse cultus van melancholie geassocieerd met John Dowland, die het rouwen centraal stelde. De melancholieke man, bekend als 'malcontent', wordt in de Romantiek vaak voorgesteld als Shakespeares Hamlet, de melancholieke Deen, een invulling die in het hedendaagse toneel nog vaak aan Hamlet wordt gegeven. Een andere literaire uiting van deze artistieke invulling komt van de werken van John Donne, waarin "de dood" nogal aanwezig is.
De meest uitgebreide verhandeling over de cult van melancholie komt van Robert Burton, wiens Anatomy van de Melancholie zowel het literaire als het medische perspectief behandelt.
Een even bekende als mysterieuze allegorische kopergravure door Albrecht Dürer is getiteld Melencolia I. Behalve andere allegorische symbolen zijn er een magisch vierkant en een kubus te zien. Het beeld inspireerde Edward Dowden. Een soortgelijk fenomeen, hoewel niet onder dezelfde naam, ontstond tijdens de Romantiek, met werken als Het lijden van de jonge Werther van Goethe. Melancholie werd gezien als muze, als personificatie en als teken van genie. Søren Kierkegaard (in de 19e eeuw) en Walter Benjamin en Erwin Panofsky (in de 20e eeuw) schreven erover.
In zijn opstel over melancholie onderscheidde Freud de melancholie van de rouw in die zin dat melancholie volgens hem verlies van levenszin en interesse voor de buitenwereld tot gevolg had. Dit kwam door verminderde energie en zelfbewustzijn, door zelfverwijt, die mogelijk leiden tot de verwachting van straf en suïcide.
In de 20e eeuw werd veel van de tegencultuur van het Modernisme gevoed door een vergelijkbare vervreemding, en een gevoel van zinloosheid dat 'ennui' werd genoemd. In de twintigste-eeuwse kunst vinden we bijvoorbeeld bij Giorgio de Chirico elementen van melancholie.
Tegenwoordig wordt aangenomen dat melancholie hetzelfde is als een klinische depressie. Melancholie wordt ook tegenwoordig besproken in het kader van de filosofie, geneeskunde, psychologie, religie, literatuur, kunst en muziek.

## Pathologische melancholie
Er kan gesproken worden over een psychiatrische vorm van melancholie, zoals omschreven in de DSM-IV, wanneer de stemming onder andere beïnvloed wordt door een verlies van interesse of plezier in alle of bijna alle activiteiten, of door een gebrek aan positieve reacties. 
Een melancholisch persoon herstelt niet uit eigen kracht als hem iets goeds overkomt. Melancholie wordt in deze context gezien als een stemmingsstoornis die samen gaat met een extreem onrechtvaardigheidsgevoel, opvallend gewichtsverlies of gewichtstoename, een verstoord slaapritme, en een duidelijk depressieve stemming die geen rouw is.
Depressie en melancholie zijn soms moeilijk te onderscheiden. Wat Freud in zijn artikel Rouw en melancholie (1917) voor melancholie hield, wordt in onze westerse wereld aan het begin van de 21ste eeuw depressie genoemd. De term werd daarbij gebruikt om een verlieservaring aan te duiden.